# Шатковский, Генрик
Ге́нрик Шатко́вский (пол. Henryk Szatkowski, 27 ноября 1900 — не ранее 1944) — польский общественный деятель, коллаборационист и один из участников организации «Гуральский комитет» во время Второй мировой войны.

## Биография
Генрик Шатковский изучал юриспруденцию в Кракове, Бреслау и Берлине. С 30-х годов XX столетия проживал в Закопане. Перед Второй мировой войной был руководитель отделом здравоохранения городского магистрата в Закопане. Был членом внепартийного движения «Беспартийный блок сотрудничества с правительством». Работал в Министерстве коммуникации. Был одним из инициаторов строительства железной дороги в окрестностях горы Каспровы Верх. Был вице-президентом Польского союза лыжного спорта.
Польский историк Ян Бергхаузен считает, что Генрик Шатковский в довоенное время был сотрудником Абвера и занимался шпионажем.
После оккупации Польши осенью 1939 года Генрик Шатковский вместе с Виталисом Видером и Вайлавом Кшептовским занимался коллаборационистской деятельности по причислению гуралей к фольксдойче. Участвовал в деятельности «Гуральского комитета» (Goralisches Komitee), который был объявлен нацистскими властями первичной административной структурой гораленфолька. В это же время был одним из создателей организации «Goralenverein» (бывшего Союза гуралей) и Гуральского добровольческого легиона СС.
В конце 1944 года, оставив жену с детьми, Генрик Шатковский бежал вместе с отступающими немецкими войсками в Германию. Дальнейшая его жизнь не известна. После войны был заочно приговорён к смертной казни.
Войцех Шатковский, внук Генрика Шатковского, был профессором Ягеллонского университета. Написал книгу «Goralenvolk. Historia zdrady» (Гораленфольк. История предательства), за которую в 2012 году получил награду еженедельника «Polityka».